# Isdraken (film)
Isdraken är en svensk äventyrsfilm från 2012 i regi av Martin Högdahl och Håkan Bjerking. Filmen bygger på Mikael Engströms roman med samma namn och i rollerna ses bland andra Philip Olsson, Malin Morgan och Feline Andersson.

## Handling
Elvaårige Mik är en storstadskille som är rädd för hundar och kan höra valars sång. Han blir uppryckt från sin storstadstillvaro när han tvingas flytta till sin bohemiska faster som bor i en by i Norrland. Han lär sig fiska, träffar nya vänner och möter också kärleken innan han plötsligt slussas vidare till en hundtokig fosterfamilj. Till slut tvingas han fly tillsammans med sina vänner på en flotte kallad Isdraken.

## Rollista
- Philip Olsson	– Mik
- Malin Morgan – Lena
- Feline Andersson – Pi
- Vincent Grahl	– Tony
- Hampus Andersson-Grill – Oskar
- William Nordberg – Filip
- Hans Alfredson – vaktmästaren
- Jarl Lindblad – Bengt
- Dick Idman – Bertil
- Anders Eriksson – socialsekreteraren Kent
- Lisbeth Johansson – Linda, socialsekreterare
- Per Bolander – pappan
- Sara Arnia Bredenfeldt	– skolfröken
- Katarina Cohen – psykologen
- Anna Ulrika Ericsson – fostermamman
- Tobias Aspelin – fosterpappan
- John Grahl – Niklas
- Julia Sporre – Louise
- Anders Hedberg – polis
- Gustave Lund – Arne
- Maj-Doris Rimpi – Maria
- Lotta Asker – kassörska

## Produktion
Isdraken producerades av Peter Hiltunen för Illusion Film & Television AB. Filmen är Högdahls debut som långfilmsregissör efter att ha regisserat en serie kortfilmer och TV-serien Orka! Orka! (2004). Filmens manus skrevs av Petra Revenue, baserat på Mikael Engströms roman med samma namn från 2007. Filmen spelades in i Älvsbyn och Stockholm med start i mars 2011. Den fotades av Trond Høines och klipptes sedan samman av Fredrik Morheden. Musiken komponerades av Jesper Strömblad och Daniel Flores.
Filmen premiärvisades den 21 januari 2012 på Göteborgs filmfestival och hade biopremiär den 24 februari 2012. Den gavs ut på DVD den 25 juli 2012 och visades i Sveriges Televisions kanal SVT1 den 20 april 2014.

## Mottagande
Filmen har medelbetyget 3,4/5 på Kritiker.se, baserat på 16 recensioner. Högst betyg fick den av Dagens Nyheter, Göteborgs-Posten, Kommunalarbetaren och SR P4, som alla gav 4/5. Lägst betyg fick den av Kulturbloggen som gav den 2/5.

## Priser och utmärkelser
Isdraken har belönats med flera priser. Vid en filmfestival i Tel Aviv 2012 belönades den med barnfilmjuryns pris och Int’l Jury Award. 2012 mottog den även Malmö stads pris för bästa barnfilm (BUFF Filmfestival), barnfilmjuryns första pris i Köln samt fick ett hedersomnämnande vid festivaler i Lübeck och Buenos Aires. 2013 erhöll Andreas Hylander en Guldbagge för bästa visuella effekter.

## Musik i filmen
- "Dream in Blue", text och musik Mats Levén, Daniel Flores, Jesper Strömblad, framförd av Levén och Strömblad